# انریتسو
انریتسو (انگلیسی: Anritsu) شرکت الکترونیک ژاپنی است، که در سال ۱۸۹۵ تأسیس شد.